# Phillip Bay
Phillip Bay är en del av en befolkad plats i Australien. Den ligger i kommunen Randwick och delstaten New South Wales, i den sydöstra delen av landet, omkring 14 kilometer söder om delstatshuvudstaden Sydney. Antalet invånare är 701.
Trakten är tätbefolkad. Närmaste större samhälle är Sydney, omkring 14 kilometer norr om Phillip Bay. 
Genomsnittlig årsnederbörd är 1 507 millimeter. Den regnigaste månaden är juni, med i genomsnitt 232 mm nederbörd, och den torraste är juli, med 39 mm nederbörd.